# 19496 Josephbarone
19496 Josephbarone è un asteroide della fascia principale. Scoperto nel 1998, presenta un'orbita caratterizzata da un semiasse maggiore pari a 2,4314219 UA e da un'eccentricità di 0,1570204, inclinata di 3,53173° rispetto all'eclittica.